# Père Noël et Fils (téléfilm)
Pour l’article homonyme, voir Père Noël et Fils.

Père Noël et Fils est un téléfilm de Noël français d'André Flédérick diffusé en 1983.

## Synopsis
Le soir de Noël, Thomas, Père Noël des grands magasins parisiens, éternel râleur, rentre chez lui et découvre, au pied de sa cheminée, des cadeaux pour enfant. Claire arrive chez lui et lui explique que ces cadeaux sont pour son fils Raphaël et qu'elle s'est trompée de cheminée. Elle l'entraîne alors dans une folle soirée à la rencontre des voisins, puis sur le toit de l'immeuble.

## Fiche technique
- Titre : Père Noël et Fils
- Réalisation : André Flédérick
- Scénario : Didier van Cauwelaert
- Pays :  France
- Langue : français
- Format : couleur - 35 mm - 4/3 - son mono
- Durée : 41 minutes
- Date de première diffusion : 24 décembre 1983 (France)

## Distribution
- Jean-Claude Brialy : Thomas
- Dominique Davray : la dame à la robe rouge
- Annie Girardot : Claire
- Sébastien Privat : Raphaël
- Jean-Marie Proslier
- Popeck
- Yvonne Clech
- Hélène Duc
- Marthe Villalonga
- Hubert Deschamps
- Johnny Hallyday : lui-même